# 魏先文
魏先文（1964年8月—），安徽舒城人，曾任安徽工业大学校长。

## 生平
1985年本科毕业于安徽师范大学化学系，并留校任教。1988年赴华东师范大学助教进修班学习一年。1993年进入南京大学学习，于1999年获博士学位。2000年至2002年，先后在英国萨塞克斯大学和德国马克斯普朗克固体研究所访问研究。
曾任安徽师范大学化学与材料科学学院院长，国家级实验教学示范中心化学实验教学中心主任。2011年3月，调至安徽工业大学，任学校党委常委、副校长。2017年12月，任安徽工业大学党委副书记、校长。2024年9月，不再担任安徽工业大学党委副书记、校长职务。

## 学术贡献
主要从事富勒烯化学、碳基功能材料和磁性纳米材料研究工作。主持国家自然科学基金重大项目子课题、国家自然科学基金面上项目等项目十余项。在Angew. Chem. Int. Ed.等发表学术论文70余篇，获授权中国发明专利6项。曾获教育部提名国家自然科学奖一等奖（排名第4）、安徽省自然科学三等奖（排名第1）、安徽省优秀青年科技创新奖、安徽省教学成果奖一等奖等奖励。